# Національна академія наук Республіки Вірменії
Акаде́мія нау́к Вірме́нської РСР — вища наукова установа Вірменської РСР. 
Заснована 29 листопада 1943 на базі Вірменського філіалу АН СРСР в м. Єревані. 
Президент — В. А. Амбарцумян. 

## Структура і склад
До складу АН на 1959 рік входили 4 відділи: 
- 1) фізико-математичних наук,
- 2) технічних наук,
- 3) біологічних наук,
- 4) суспільних наук,

які об'єднували 14 інститутів, численні лабораторії, обчислювальний центр та ряд секторів. 
Крім того, в складі Академії наук Вірменської РСР входили Бюраканська астрофізична обсерваторія, Севанська гідробіологічна станція, музеї, фундаментальна бібліотека, видавництво та інші установи. 
В складі АН Вірменської РСР на 1958 рік перебувало 2 почесних академіків, 33 академіків, 26 член-кореспондентів.

## Проблематика досліджень
При Президії АН працювали окремі комісії, ради, товариства. АН Вірм. РСР відігравала значну роль у розвитку науки, культури, техніки і народного господарства Вірменії. Вчені АН внесли цінний вклад в розвиток окремих галузей радянської і світової науки. Значних успіхів досягнуто в галузі вивчення і освоєння надр республіки, розробки питань енергетики і режимів об'єднаних енергосистем, а також з математики, фізики, органічної хімії, біології, іхтіології та ін. Всесвітнє визнання мають дослідження астрономів Бюраканської обсерваторії. Велику роботу АН проводила у галузі суспільних наук. 

## Видавнича діяльність
Видано фундаментальні праці з історії, літератури, мови, мистецтва, філософії. Складався і видавався російсько-вірменський словник (4 тт.), тлумачний словник і порівняльна граматика вірменської мови. Здійснювались широкі археологічні дослідження.

## Видання Академії
АН видавала «Доповіді» і «Вісті» (в 6 серіях), праці наукових інститутів та іншу літературу.